# Palazzo di São Bento
Il Palazzo di São Bento (Palácio de São Bento) è la sede dell'Assemblea della Repubblica ed è situato nella freguesia di Estrela, nella città di Lisbona.
Nella zona retrostante il palazzo si trova inoltre il Palacete de São Bento, residenza ufficiale del Primo ministro Portoghese.
Dall'anno 2002 è stato inserito nell'elenco dei monumenti nazionali portoghesi.

## Storia

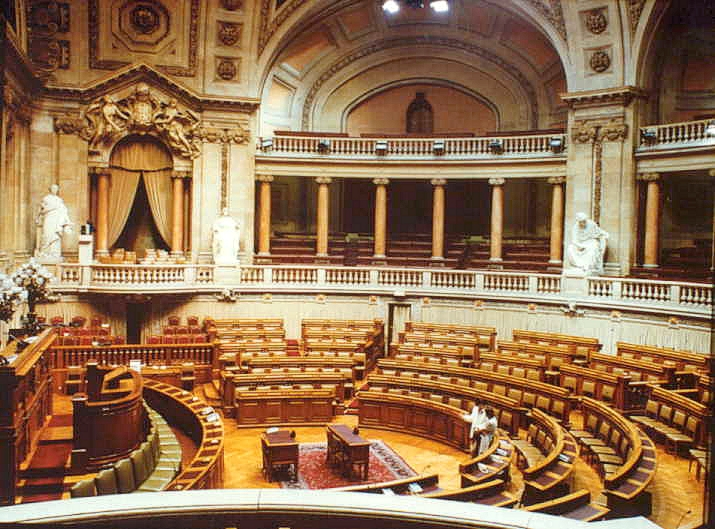
L'interno del palazzo, dove si riunisce il parlamento.

Costruito dall'architetto Baltazar Álvares, nasce come monastero benedettino nel 1598. I monaci vi soggiornarono fino al 1820. Nel XVII secolo vi furono costruite le cripte dei marchesi di Castelo Rodrigo.
In seguito al terremoto di Lisbona del 1755 nell'edificio venne trasferito l'archivio di stato portoghese, fino ad allora ospitato presso la Torre do Tombo nel castello di San Giorgio, gravemente danneggiata da sisma. L'archivio rimase nel Palazzo di São Bento fino al 1990, quando venne ricollocato nella sua attuale sede all'interno della Cidade Universitária de Lisboa.
In seguito alle Guerre Liberali e alla soppressione degli ordini religiosi in Portogallo l'edificio divenne proprietà dello Stato e il parlamento portoghese vi si insediò nel 1834.
Le denominazioni ufficiali del palazzo, da quando è sede del parlamento, sono state:
- Palácio das Cortes, dal 1834 al 1911;
- Palácio do Congresso, dal 1911 al 1933;
- Palácio da Assembleia Nacional, dal 1933 al 1974;
- Palácio de São Bento, dal 1974 ad oggi.

Nel corso del XIX e del XX secolo il palazzo è stato interessato da vari interventi che ne hanno modificato profondamente l'aspetto originario, sia negli interni che negli esterni. Tra questi i più rilevanti sono stati quello di Miguel Ventura Terra (fine XIX secolo) e quello di António Lino da Silva (1936), portato a termine da Luís Cristino da Silva, che ha visto l'aggiunta della scalinata monumentale. 

## Architettura
Al palazzo si accede mediante una scalinata esterna realizzata nel 1941, fiancheggiata da statue leonine. All'ingresso principale, in stile neoclassico, si trovano quattro statue allegoriche dalle sembianze femminili che simboleggiano le virtù della moderazione, della giustizia, della forza e della saggezza. Il frontone, alto sei metri e lungo 30 metri, è stato decorato dal pittore Simões de Almeida.